# Keld Rex Holm
Keld Rex Holm, född 17 juni 1942, död 14 juli 2007, var en dansk skådespelare och kläddesigner.
Holm började sin karriär inom showbusiness som trapetskonstnär och cancan-dansare i Paris. Åter i Danmark designade och sydde han kostymer till bland annat revyer, filmlustspel och gladporrfilmer, och medverkade även själv i några lustspel under 1970-talet.

## Filmografi
Roller
- 1970 – Mazurka på sängkanten
- 1971 – Varför gör de det?
- 1972 – Rektorn på sängkanten
- 1972 – Bordellen
- 1975 – Justine och Juliette
- 1976 – Bel Ami

Kostym
- 1973 – I jungfruns tecken
- 1974 – I tjurens tecken
- 1975 – I tvillingarnas tecken
- 1975 – Justine och Juliette
- 1976 – I lejonets tecken
- 1976 – Bel Ami
- 1977 – I skorpionens tecken
- 1977 – Molly - familjeflickan
- 1978 – I skyttens tecken
- 1978 – Lille spejl